# Nếu em không phải một giấc mơ

Bìa truyện, bản do Nhà xuất bản Hội Nhà văn và Nhã Nam phối hợp xuất bản năm 2006

Nếu em không phải một giấc mơ (nguyên tác tiếng Pháp: Et si c'était vrai...), còn có bản dịch khác mang tên Và nếu như chuyện này là có thật, là tiểu thuyết đầu tay của nhà văn Pháp Marc Levy, xuất bản năm 1999. Tác phẩm được dịch sang tiếng Anh (If Only It Were True) vào năm 2001 và được chuyển thể thành bộ phim Mỹ Hồn yêu (Just Like Heaven, có nghĩa là "giống như Thiên Đường") vào năm 2005.

## Cốt truyện
Lauren là nữ bác sĩ làm việc chăm chỉ trong một phòng cấp cứu bệnh viện thành phố nhưng không may bị tai nạn. Được các đồng nghiệp cấp cứu nhưng cô khó có thể thoát khỏi bàn tay tử thần đang rình rập. Cô được chuyển đến bệnh viện và được chăm sóc ở đấy như một người thực vật, không hề nhận biết được gì đang xảy ra xung quanh và đợi cái chết có thể đến bất cứ lúc nào. Chuyện về tai nạn giao thông thảm khốc này cuối cùng cũng lắng xuống sau một thời gian.
Arthur là một kiến trúc sư chịu nhiều áp lực từ công việc. Một buổi tối sau khi đi làm về, anh phát hiện ra một phụ nữ núp trong tủ quần áo của mình. Đó chính là hình hài của Lauren nhưng bản chất là một linh hồn. Arthur có may mắn nhìn thấy được cô và có những cảm giác đụng chạm cô y như đối với một con người thực sự. Đây là sự ngẫu nhiên thú vị do sau tai nạn người ta đã cho thuê căn hộ cô ở và người thuê chính là Arthur.
Ban đầu, khi phát hiện ra người lạ trong nhà, Arthur không thể tin được rằng, đó chỉ là một hồn ma và rất khó chịu, nhưng càng về sau, anh càng có tình cảm với cô và cuối cùng thì tìm mọi cách đưa Lauren trở về với đời thường. Anh gác lại tất cả dự định cá nhân để mang Lauren về với khát khao được sống cùng cô. Anh cùng cô tìm hiểu về tình trạng hiện tại của cô trong bệnh viện, những tiến bộ y học và chạy đua với thời gian. Sự cô đơn của hai con người, sự đồng cảm và khao khát được sẻ chia làm giữa họ nảy sinh một tình yêu.
Trong khi hai người đang tìm kiếm tài liệu về tình trạng của Lauren thì bệnh viện đề nghị với mẹ Lauren về việc giải quyết tình trạng hiện nay của cô, do chi phí chăm sóc một người thực vật rất lớn và bệnh viện đang cần chỗ để phục vụ cho việc chạy chữa những người khác, còn khả năng sống sót hiện nay của cô rất thấp, vì vậy cần bà đồng ý làm việc rút ống thở của cô. Lúc đầu, bà không đồng ý nhưng sau khi bị thuyết phục nhiều lần, mẹ Lauren xuôi theo ý kiến đề nghị. Arthur và một người bạn của anh biết tin này đã đánh cắp cơ thể cô từ bệnh viện mang đi một nơi khác, với hy vọng sẽ tự chăm sóc cô trong khi đợi làm gì khác. Cuối cùng, cảnh sát cũng đã tìm ra nơi giấu cơ thể Lauren và tìm đến chỗ họ, yêu cầu mang trả cô về bệnh viện.
Arthur đành phải trả cơ thể Lauren lại cho bệnh viện, nhưng linh hồn của cô vẫn ở bên anh. Cho đến một ngày, linh hồn Lauren tự dưng tan biến. Arthur rất đau khổ và không liên lạc với thế giới bên ngoài trong vòng một tuần. Khi liên lạc lại thì anh được biết đúng thời điểm linh hồn Lauren ở bên anh biến mất, cô đã tỉnh lại. Anh vội đến ngay bệnh viện. Tuy Lauren không nhận ra anh, nhưng anh tin rằng thời gian sẽ giúp cô khôi phục lại trí nhớ về những gì xảy ra giữa hai người.

## Các bản dịch tiếng Việt
- Bản dịch đầu tiên: Và nếu như chuyện này là có thật, Lê Ngọc Mai dịch, Nhà xuất bản Văn học, năm 2002.
- Bản dịch khác: Nếu em không phải một giấc mơ, Nguyễn Thị Bạch Tuyết dịch, Nhà xuất bản Hội Nhà văn và Công ty Nhã Nam, năm 2006.